# WSW Wrestling Total
WSW Wrestling Total é um programa de televisão de produção portuguesa sobre wrestling profissional a cargo da World Stars of Wrestling, apresentado pelo promotor da WSW Axel, sendo actualmente transmitido originalmente na Regiões TV aos sábados e na Benfica TV aos domingos, com várias repetições ao longo da semana.

## Teasersda apresentação
Diversos teasers da apresentação do programa começaram a passar nos intervalos dos programas da Regiões TV, mostrando alguns dos lutadores que poderão ser vistos no programa. A lista de lutadores apresentados nos teasers são:
- Arte Gore
- Danny Hell
- Dianna Dark
- Gabriel DeRose
- Iceborg
- Juan Casanova
- Joanna "Lightning" Gault
- Joe E. Legend
- Lance McCade
- Mad Dog
- Miss Sylvie
- Rob Van Dam
- Trevor McMurdoch
- Ultra Psycho

## Gravações e estreia
Os três primeiros episódios foram gravados a 30 de Janeiro de 2010 nos estúdios da NexTV na zona industrial do Porto, onde o programa será sempre gravado. A estreia do programa deu-se a 27 de Fevereiro de 2010 no canal Regiões TV. No dia seguinte, o programa fez igualmente a sua estreia na Benfica TV.

## Formato
O WSW Wrestling Total é um programa semanal, com cerca de 50 minutos de duração, que conta com combates de wrestling profissional gravados em estúdio entre os lutadores da World Stars of Wrestling, com a presença de convidados na plateia e, de vez em quando, com imagens de combates retirados de outros eventos ao vivo da World Stars of Wrestling. 
O programa mostra, para além dos combates, o desenrolar dos enredos e rivalidades entre as personagens e outras informações, tais como datas de eventos ao vivo e onde se pode adquirir o merchandise diverso da World Stars of Wrestling.
O programa, mesmo antes da sua estreia, fez já história no panorama do wrestling profissional europeu ao ser o primeiro programa do género com conteúdo original gravado em estúdio, uma prática muito comum no wrestling profissional fora da Europa entre as décadas de 50 e 80 do séc. XX. Aquando a sua estreia, o programa obteve uma boa recepção em termos de audiência, registando a melhor audiência da semana no horário 10h-13h na Regiões TV e a melhor audiência no dia de estreia pelo menos até às 18h.

## Outros lutadores
Apesar de não aparecerem nos teasers originais da Regiões TV, sabe-se já, através de informações contidas em press releases da WSW e de novos teasers a passarem na Benfica TV que mais lutadores participarão no programa e se juntarão aos já apresentados nos teasers originais, sendo tais lutadores:
- Archangel
- El Generico
- Joey Matthews
- Raven
- Red Eagle (personagem alusiva ao programa ser transmitido na Benfica TV)
- Ruth Gault (que substituirá Joanna "Lightning" Gault que entretanto se retirou)
- Shannon Moore
- Sheamus (actual WWE United States Champion)
- O Sombra
- U-Gene